# قلعه مزرعه آخوند
قلعه مزرعه آخوند مربوط به اواخر دوره قاجار است و در شهرستان مهریز، بخش مرکز ی، دهستان خورمیز، روستای حسین‌آباد واقع شده و این اثر در تاریخ ۱۵ دی ۱۳۸۷ با شمارهٔ ثبت ۲۴۳۵۹ به‌عنوان یکی از آثار ملی ایران به ثبت رسیده است.